# Ospedale San Martino (Oristano)
L’Ospedale San Martino è il principale ospedale della città di Oristano, in Sardegna. Fa parte dell’Azienda Socio-Sanitaria Locale di Oristano (ASL 5) e rappresenta il centro di riferimento per l’assistenza ospedaliera nel territorio provinciale. 

## Storia
L’ospedale è stato costruito nel corso del XX secolo per rispondere alle esigenze sanitarie della popolazione della provincia di Oristano. La struttura ha subito nel tempo diversi interventi di ampliamento e modernizzazione, con l’introduzione di reparti specialistici e tecnologie avanzate.
Nel tempo ha sostituito e accorpato altre strutture ospedaliere minori del territorio, diventando un polo sanitario di riferimento a livello locale.

## Servizi e reparti
Tra i principali servizi offerti si annoverano:
- Pronto soccorso
- Medicina interna
- Chirurgia generale
- Ortopedia e traumatologia
- Cardiologia
- Ginecologia e ostetricia
- Pediatria
- Radiologia
- Laboratorio analisi